# بزرگسالان مبتدی
بزرگسالان مبتدی (به انگلیسی: Adult Beginners) فیلمی محصول سال ۲۰۱۴ و به کارگردانی راس کتس است. در این فیلم بازیگرانی همچون رز بیرن، نیک کرول، بابی کاناوله، جوئل مک‌هیل، پاولا گراچس، جین کراکوسکی، جیسون منتزوکس، بابی موینیهان، جاش چارلز، مایک بیربیگلیا و کیتلین فیتزجرالد ایفای نقش کرده‌اند.